# Proteomonas
A Proteomonas a Pyrenomonadales Geminigeraceae kládjának nemzetsége.

## Történet
Első faja a Proteomonas pseudobaltica volt, melyet Butcher 1967-ben írt le Cryptomonas pseudobaltica néven.
Első ide sorolt faját, a Proteomonas sulcatát 1986-ban írták le Hill és Wetherbee.
A korábban Rhodomonas pseudobaltica fajt 1991-ben G. Novarino átnevezte Proteomonas pseudobaltica névre.

## Morfológia
Folyamatosan úszó elliptikus vagy tojás alakú egysejtűek, a hosszanti mélyedés hossza változó.
Jelentősen különböző, de hasonló szerkezetű haploid és diploid formákkal rendelkeznek, ami utalhat ősi rejtett nemi dimorfizmusra is. A diplomorf általában kissé nagyobb a haplomorfnál, utóbbinak belül és kívül is közel hatszögletű periplasztiszlemezei vannak, előbbinek belül lapjai, kívül rózsaszerű pikkelyei és durva rostjai vannak. Az elülső gyökerek számában és a hátulsó és csíkos gyökerek összetettségében különbözik még a két forma. Epiplasztja lemezesről laposra változhat, lemezei a Cyanophora lemezeihez hasonlóan lehetnek csíkozottak, de lehetnek homogének, kristályosak vagy fonalasak is.
A nukleomorf nem asszociál a pirenoiddal, a tilakoidok nem haladnak át a pirenoidmátrixon. A kloroplasztisznak 1 pirenoidja és egy nukleomorfja van.

## Élőhely
Tengerekben él, a Proteomonas sulcata a délkelet-ausztráliai part közelében, a Proteomonas pseudobaltica brit vizekben él.

## Ökológia
A mixotróf Prorocentrum balticum a Proteomonast eszi.

## Pigmentek
A fikoeritrin-tartalmú Cryptophyta-fajok III. csoportjának tagja.
Spektroszkópiai és biofizikai mérések alapján képesek a fikobiliproteinek bilinjét megváltoztatva alkalmazkodni a korlátozott spektrumú fényhez.
Csatornarodopszinja a NO−3-ot preferálja többek közt a Cl−-hoz és a Br−-hoz képest pH-elektródvizsgálat alapján.

## Genetika

### Kloroplasztisz
Kloroplasztisza Cr-fikoeritrin 545-öt tartalmaz.
Egyetlen por génje vörösmoszatokból származik.
Nukleomorfja rDNS-operonja és a közeli ubc4 gén közt 830–4030 bp hosszú, magas GC-tartalmú szubtelomer van.

### Csatornarodopszinok
Kation-csatornarodopszinja (CCR) a Guillardia theta anion-csatornarodopszinjaival (ACR) és CCR-eivel is tartalmaz homológ szakaszokat, 400–510 nm közt a G. theta-CCR2-vel mutat hasonló kvantumhatékonyságot, 510–610 nm közt a CCR1-gyel. Bakteriorodopszin-homológja is van, ez neuronokban expresszálva fény hatására áramot tud generálni. Egy neuronokban fény hatására áramot előállító fehérjével erősen homológ fehérjéje van. A GtACR1-nél mintegy 8-szor zárja gyorsabban a csatornát a PsuACR1, és rendelkezik L-állapottal.
A PsuCCR 119. helyen lévő ciszteinje cseréje alaninra megszünteti a fotoáramot.

## Jelentőség
Acanthaster planci-lárvák etetésére használható.